# Dalima calamina
Dalima calamina là một loài bướm đêm trong họ Geometridae.